# Moldoveanu
Moldoveanu (rumunsky Vârful Moldoveanu) je nejvyšší hora Rumunska. Její vrchol je v nadmořské výšce 2544 metrů a je tak 16. nejvyšší horou Karpat. Moldoveanu leží zhruba uprostřed horského pásma (hřebene), které tvoří pohoří Fagaraš (rumunsky Munții Făgărașului).

## Přístup
Nejčastěji využívaná cesta na vrchol Moldoveanu vede ze severu, od města Victoria, přes horskou chatu Podragu na hřeben a přes předvrchol Viștea Mare (2527 m n. m.) na Moldoveanu.
Od západu se dá jít ze sedla u jezera Bâlea, kterým prochází transkarpatská silnice 7C. Odtud vede po hlavním hřebeni pohoří Fagaraš cesta až na Moldoveanu.

## Galerie

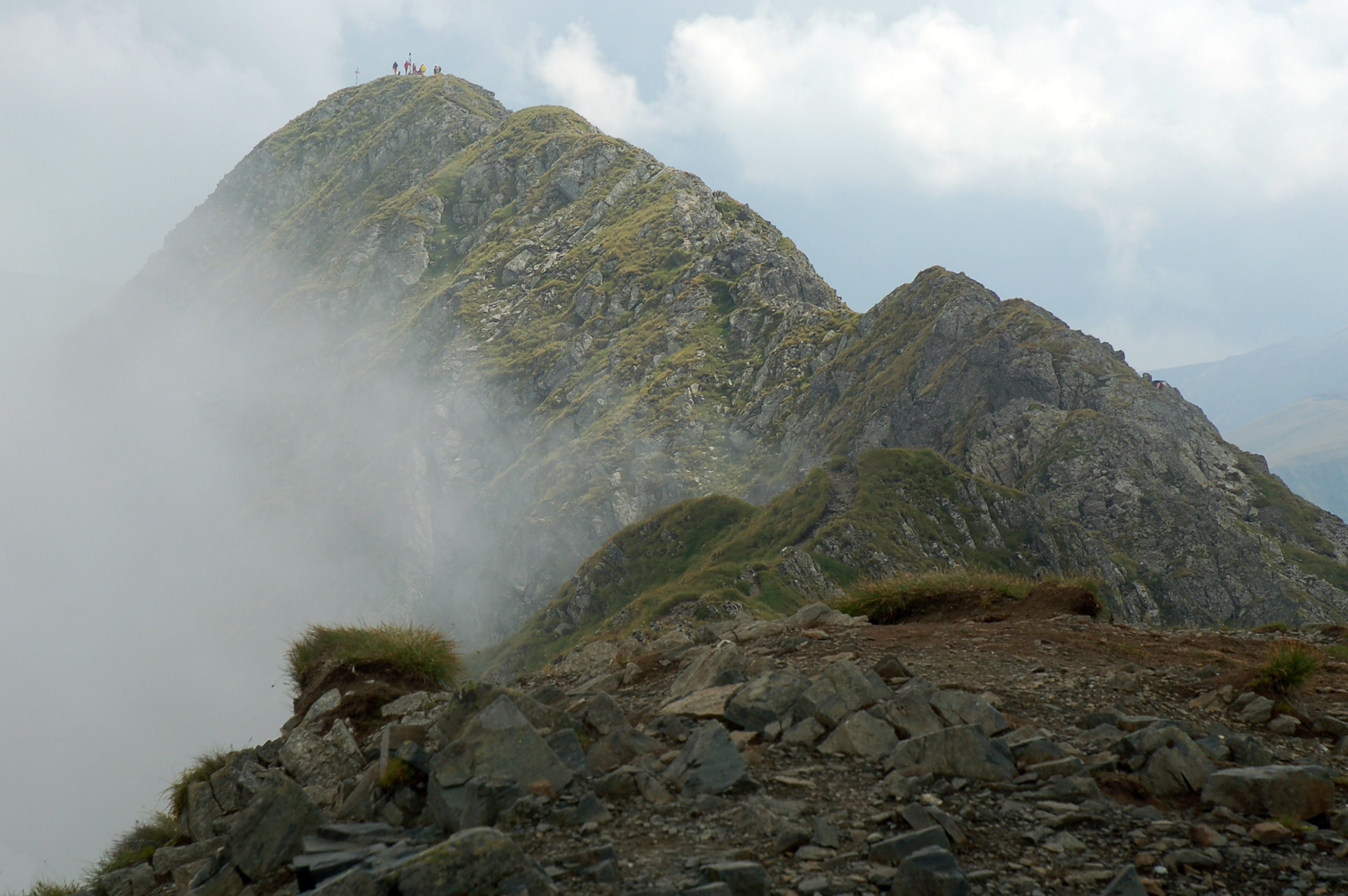
Moldoveanu z Viștea Mare

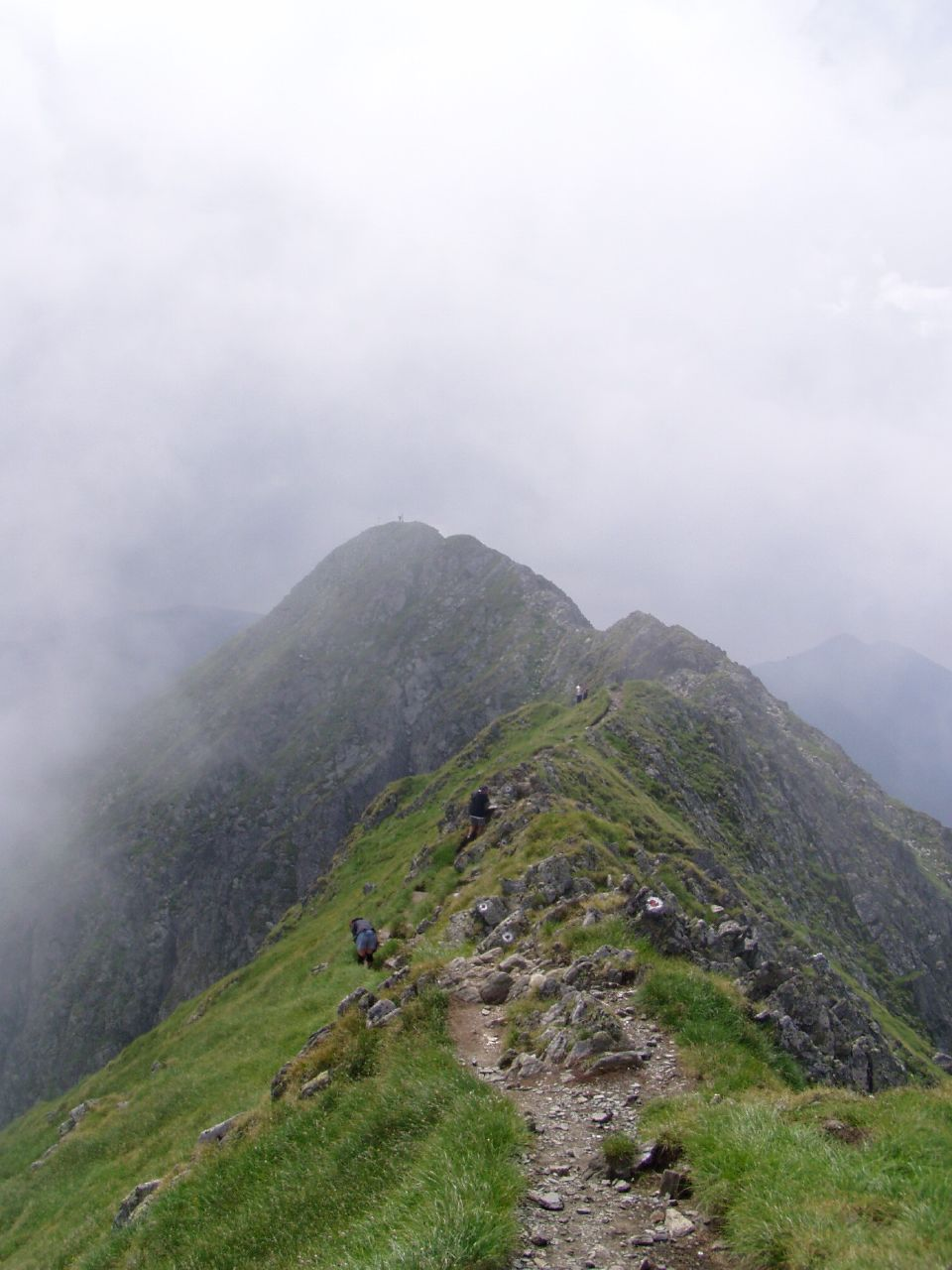
Ostrý hřeben

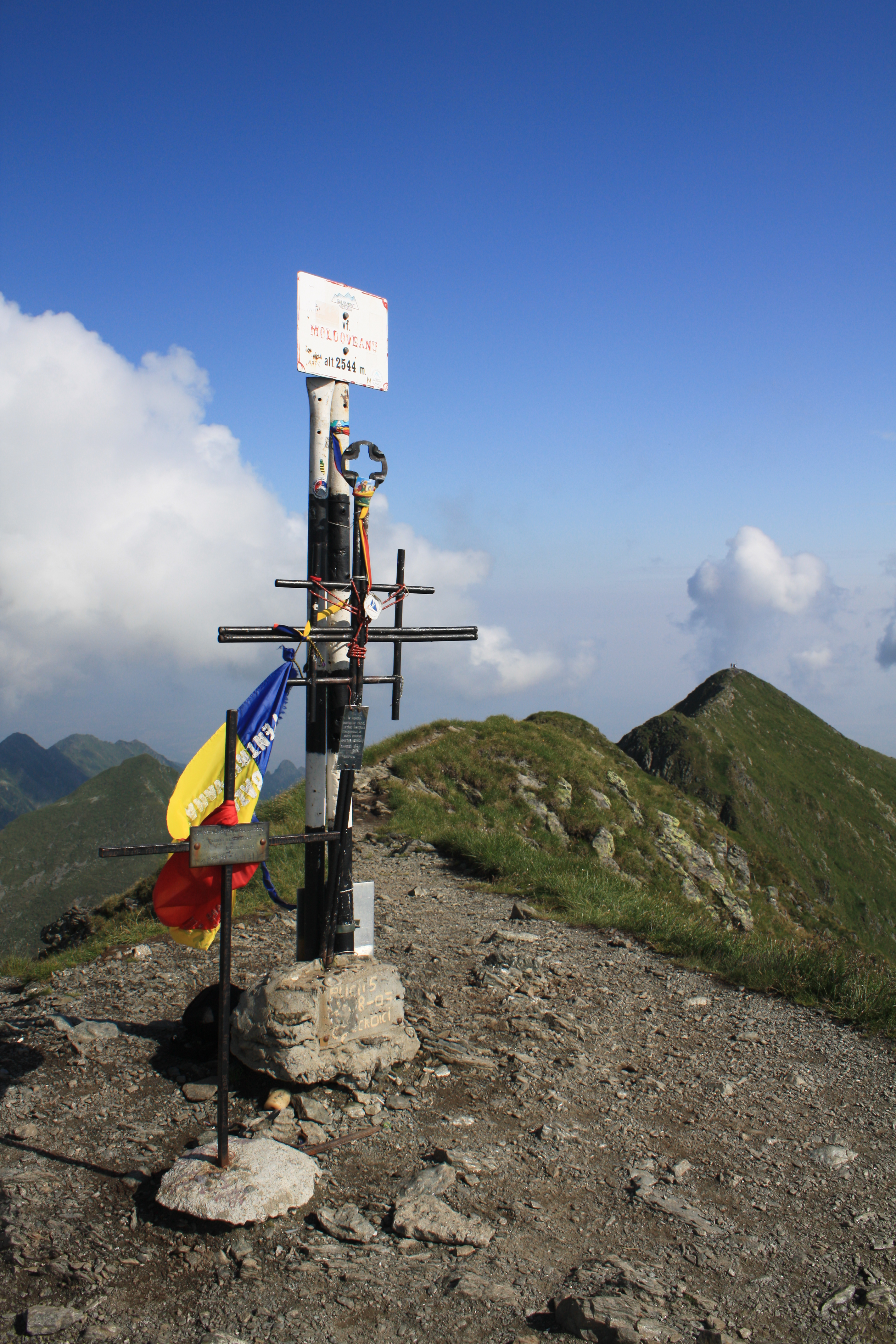
Vrchol

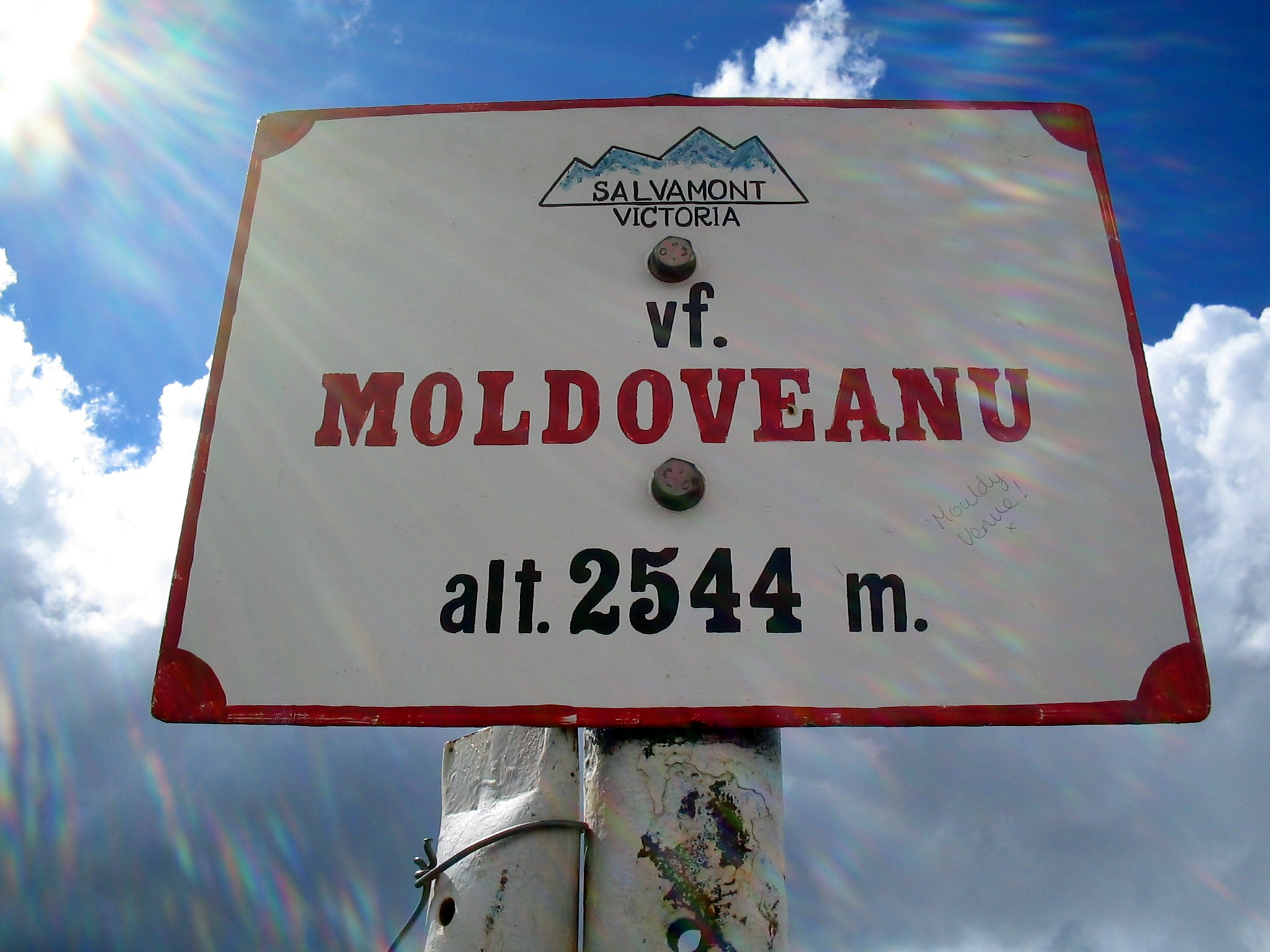
Vrcholová značka